# Junischnee
Der Junischnee (Serissa japonica) ist eine Pflanzenart aus der Gattung Serissa in der Familie der Rötegewächse (Rubiaceae). Die Art ist in subtropischen Gebieten und feuchten Wiesen in Südostasien, von Indien über China bis Japan heimisch, wird auch häufig als Bonsai gehalten und verkauft. Der deutsche Name „Junischnee“ oder „Baum der tausend Sterne“ bezieht sich auf die vielen kleinen, weißen trichterförmigen Blüten, die die Pflanze zur Hauptblütezeit bildet.

## Beschreibung

### Vegetative Merkmale
Der Junischnee ist ein bis zu 80 cm hoch werdender Strauch mit 0,4 bis 1,7 mm starken Zweigen, an denen in zwei sich gegenüberstehenden, längs verlaufenden Linien 0,1 bis 0,3 mm lange Trichome stehen. Die Pflanzenteile geben beim Zerbrechen oder Zerreiben einen unangenehmen Geruch ab. 
Die Laubblätter stehen gegenständig oder können durch Verkürzung der Internodien auch wirtelig erscheinen. Sie sind nahezu aufsitzend und bilden keine Domatien. Die Blattspreite ist elliptisch bis lanzettlich oder umgekehrt eiförmig geformt, 5 bis 20 mm lang und 2 bis 7 mm breit. Die Spitze ist meist zugespitzt, die Basis ist keilförmig und am Blattstiel herablaufend. Von der Hauptader des Blattes gehen je Seite zwei bis vier Seitenadern aus. In einigen Züchtungen sind die Laubblätter panaschiert.
Die Nebenblätter sind zu einer breiten, mit Grannen besetzten, zwischen den Blattstielen stehenden Scheide verwachsen. Sie werden 0,5 bis 1 mm lang, die Grannen haben eine Länge von bis zu 3 mm.

### Blütenstände und Blüten
Die Blüten stehen endständig, einzeln oder in Gruppen aus wenigen Blüten. Sie sind klein, radiärsymmetrisch und meistens fünf-, gelegentlich auch vier- oder sechszählig. Der Blütenbecher (Hypanthium) ist umgekehrt konisch geformt und mit 1 mm langen und dreieckigen Kelchzipfeln besetzt. Die Krone ist in der Knospe zunächst rosa gefärbt, wird jedoch zur Blüte weiß, die Kronröhre ist becherförmig und 4 bis 5 mm lang. Die Kronlappen sind 2 bis 4 mm lang. Die Innenseite der Krone ist behaart. Die Staubblätter sind mit der Krone verwachsen. Die Narbe ist zweilappig und behaart, der Fruchtknoten ist zweikammerig mit je einer Samenanlage je Kammer.

### Früchte und Samen
Die Früchte sind Kapselfrüchte mit einer Länge von etwa 2 mm, die Kelchlappen sind an der Frucht beständig. Die Früchte enthalten zwei elliptische Samen, deren Querschnitt halbkreisförmig ist.

## Systematik und Botanische Geschichte
Die Gattung Serissa wird gelegentlich als monotypisch mit Serissa japonica als einziger Art angesehen. Die Florenwerke des asiatischen Raums unterscheiden jedoch meist zwei oder drei Arten – neben Serissa japonica auch Serissa serissoides (DC.) Druce. 
Die Art wurde zunächst 1780 von Carl Peter Thunberg als Lycium japonicum, kurz darauf (1782) von Carl von Linné jr. als Lycium foetidum beschrieben. 1792 verschob Thunberg selbst die Art in die Gattung Serissa und veröffentlichte damit den heute gültigen Namen Serissa japonica. Ein weiteres Synonym ist Serissa foetida (Linn. f.) Lam.

## Nutzung

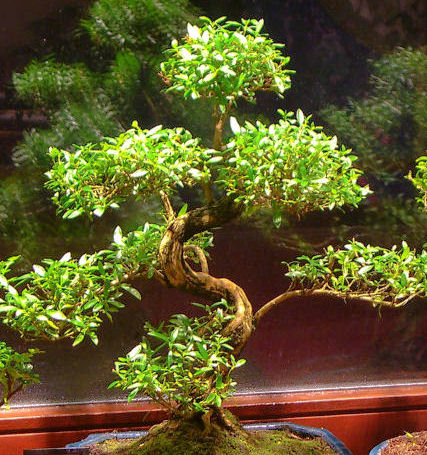
Junischnee (Serissa japonica) als Bonsai, etwa 16 Jahre alt

In Gebieten wie Südchina, Indonesien und Japan wird die Serissa gerne als Bonsai gestaltet. Ihre hohe Schnittverträglichkeit und Wuchsfreudigkeit macht sie dort für Anfänger attraktiv. Häufig wird sie von dort nach Europa importiert und als Bonsai angeboten. In gemäßigten Breiten ist sie allerdings nur sehr schwer zu kultivieren. Im Winter muss sie aufgrund ihrer Frostunverträglichkeit ins Haus geholt werden und leidet unter Lichtmangel und niedriger Luftfeuchtigkeit. Deshalb ist sie in gemäßigten Breiten für Anfänger nicht geeignet.